# Пољарније Зори
Пољарније Зори (рус. Полярные Зори) град је на крајњем северозападу европског дела Руске Федерације. Налази се на крајњем западу Кољског полуострва, односно у јужном делу Мурманске области и административно припада Пољарнозорском градском округу чији је уједно и административни центар.
Према проценама националне статистичке службе Русије за 2016. у граду је живело 14.794 становника.
Један је од најважнијих енергетских центара на северу Русије, пошто се недалеко од града налазе постројења Кољске нуклеарне електране и ХЕ Нива-1.

## Геоографија
Град Пољарније Зори налази се у јужном делу Мурманске области, на месту где се река Нива улива у језеро Пинозеро, на око 225 километара јужно од административног центра области Мурманска.
Кроз град пролази деоница националног аутопута М18 који повезује Санкт Петербург са Мурманском. Пољарније Зори се налазе на 1.182 километру од Санкт Петербурга. Град је друмом повезан и са Кандалакшом на југу и Апатитима и Кировском на сеевероистоку.

## Историја
Насељено место Пољарније Зори званично је основано 1968. године као радничко насеље у ком су живели радници који су градили Кољску нуклеарну електрану. Насеље које је првобитно припадало тадашњем Апатитском рејону добија званичан статус полуурбаног насеља у рангу варошице 20. децембра 1973. године Одлуком Президијума врховног совјета Руске СФСР од 22. априла 1991. дотадашња варошица Пољарније Зори добија званичан административни статус града.
Од 2004. град је седиште засебног Пољарнозорског градског округа.

## Демографија
Према подацима са пописа становништва 2010. у граду је живело 15.096 становника, док је према проценама националне статистичке службе за 2016. град имао 14.794 становника.
| 1939. | 1959. | 1970. | 1979.  | 1989.  | 2002.  | 2010.  | 2016.  |
| ----- | ----- | ----- | ------ | ------ | ------ | ------ | ------ |
| ---   | ---   | ---   | 11.409 | 19.428 | 15.910 | 15.096 | 14.794 |

## Партнерски градови
Град Пољарније Зори има потписане уговоре о међународној сарадњи са следећим местима:
- Каликс (Шведска)
- Естхамар (Шведска)
- Муонио (Финска)